# Valovno število
Valovno število  je v fiziki značilnost valovanja, ki je definirana kot 
- število valovnih dolžin na enoto dolžine v smeri širjenja valovanja ali 1/λ, kjer je λ valovna dolžina ali
- 2.π/ λ.

Valovno število merimo v  rad•m-1 ali samo m-1 . Valovno število je prostorska analogija frekvence (rad•s-1 ali s-1) in predstavlja število ponavljanj vala na razdalji 2.π.
Valovno število označujemo s k (v spektroskopiji pa z {\displaystyle {\tilde {\nu }}}).

Izračunamo ga na naslednji način:
{\displaystyle k\equiv {\frac {2\pi }{\lambda }}={\frac {2\pi \nu }{v_{p}}}={\frac {\omega }{v_{p}}}\!\,,}
kjer je:
- λ valovna dolžina valovanja.
- ν frekvenca valovanja
- vp fazna hitrost valovanja
- ω kotna hitrost valovanja (2.π.ν).